# Jacques-Yves Le Coat de Saint-Haouen
Pour les articles homonymes, voir Le Coat de Saint-Haouen.
Jacques-Yves Le Coat de Saint-Haouen, seigneur de Saint-Haouen, Kernoter, Pen-an-Traon et Kersebec, né à Brest le 6 novembre 1726 et mort dans la même ville le 17 mars 1779, est le chef de la délégation qui prend possession de l'île d'Ouessant au nom du roi de France le 9 septembre 1764. Cette délégation est commissionnée par l'intendant Gilles Hocquart, lui-même recevant ses ordres du duc Étienne-François de Choiseul.

## Biographie
Après avoir commencé comme avocat au parlement de Bretagne, il fut substitut du procureur du roi à la sénéchaussée, procureur fiscal des réguaires du Léon et procureur du roi à la prévôté de la marine de Brest. Il reprend la charge de son père qui avait été notaire royal de Brest, administrateur de l'hôpital général des pauvres de Brest, et procureur des Regaires de Gouesnou; celui-ci avait préalablement acheté pour 300 livres la charge de substituts et conseillers-adjoints du procureur du Roi en mars 1713 à Gabriel Monod du Chesne. Il deviendra Procureur du Roy en 1726. Il est le fils de Jean le coat, seigneur de Saint-Haouen, Kervéguen et Kernoter, notaire du Roy à Saint-Renan.
Il épouse en octobre 1754 Jeanne Rolland, fille d'un ancien chirurgien major de la marine, après avoir été coopté en janvier 1757 il refuse de siéger au corps de ville de Brest , malgré une tentative de conciliation du maire, Martret-Depréville. Il s'est avéré en fait que fuyant l'épidémie de 1757 ramenée en ville par l'escadre de Louisbourg, il refusait de sortir de chez lui. Il est le fils de Yves Le Coat de Saint-Haouen, qui fut administrateur de l’hôpital général des pauvres de Brest et notaire Royal.
En tant que procureur du Roi, il est chargé des réquisitions dans l'affaire de l'espion Gordon, décapité à Brest en novembre 1769. Il obtient 1200 livres pour les 6 mois passés sur l'affaire.
Il est le père de Yves Le Coat de Saint-Haouen, l'arrière grand-père de Ferdinand Gautier et le grand oncle de Gabriel Le Coat de Kerveguen. Son hôtel particulier, détruit par la guerre, se situait rue de la Rampe, aujourd'hui rue Jean Macé, perpendiculaire à la rue de Siam.
À sa mort il laisse sa famille dans l'embarras financier, si bien que l'intendant de la marine Arnaud de la Porte écrit à Antoine de Sartine, alors ministre de la marine de Louis XVI : « Le sieur de Saint Haouen gérait cette place depuis longtemps et s’en acquittait avec beaucoup de zèle et de probité. Il laisse une veuve chargée de cinq enfants. Le premier s’est adonné à la navigation, le second est aspirant élève ingénieur constructeur, le troisième est encore en bas âge ainsi que deux filles. Cette famille qui est considérée ici, n’est pas à beaucoup près dans l’aisance. Je vous supplie Monseigneur de vouloir bien venir à son secours, en accordant à la veuve une pension de 300 livres afin de se mettre en état avec le peu de bien qui lui reste d’élever ses enfants. » La pension lui sera accordée.